# Truhanes (sèrie de televisió)
Truhanes és una sèrie de televisió còmica espanyola, emesa per la cadena Telecinco en la temporada 1993-1994. Es tracta de la continuació de la pel·lícula del mateix títol, estrenada el 1983. Cada episodi de la sèrie comptava amb un pressupost de 17 milions de pessetes.

## Argumento
La sèrie se centra en la vida de dues estafadores professionals amb personalitats oposades: Ginés Giménez (Rabal), trempat i simpàtic i Gonzalo Miralles (Fernández), sofisticat i calculador. Al costat d'ells, un nen, interpretat per Vicente Gascón, exerceix d'aprenent.

## Repartiment
- Francisco Rabal - Ginés Giménez
- Arturo Fernández - Gonzalo Miralles
- Eulàlia Ramón - Susana
- Ovidi Montllor - Manel
- Susana Bequer - Montse
- Vicente Gascón - Alfredo

## Llista d'episodis (parcial)
- El reencuentro - 5 d'octubre de 1993 
  - Ovidi Montllor
- Un favor se le hace a cualquiera - 2 d'octubre de 1993
- La tontina - 26 d'octubre de 1993
  - Luis Ciges
- La subasta - 5 de novembre de 1993 
  - José María Caffarel
  - Antonio Gamero
  - Kiti Manver
- Dos mujeres ofendidas - 12 de novembre de 1993
  - Lupita Ferrer
  - Yvonne Reyes
- El restaurante francés - 19 de novembre de 1993
- Guerra al gabacho - 26 de novembre de 1993
  - Marujita Díaz
- El amor no tiene edad - 3 de desembre de 1993
- La condesa polaca - 10 de desembre de 1993
  - Olegar Fedoro - Kazimierz 
  - Irina Kuberskaya - Agneshka 
  - Cristina Higueras
  - Ovidi Montllor
  - Javier Escrivá
- Alguien llama a la puerta - 17 de desembre de 1993
- Cuatro reyes magos - 24 de desembre de 1993
  - Ovidi Montllor
- Adivíneme el porvenir - 7 de gener de 1994
  - Narciso Ibáñez Menta
- Yo perdí todo en veinte días - 6 de març de 1994
  - Fiorella Faltoyano
- El último autobús - 21 de març de 1994
  - Teresa Gimpera
- El mundo es mi camino - 6 d'abril de 1994
- Somos como niños - 3 d'abril de 1994
- El mundo es mi camino - 10 d'abril de 1994

## Premis y nominacions
- Fotogramas de Plata: Francisco Rabal, guanyador al premi de millor actor de televisió.
- TP d'Or 1993: Francisco Rabal, nominat al premi de Millor actor